# 嚇人玩意
嚇人玩意（英語：Something Awful，簡稱SA）是一个包含各种内容的喜剧网站，包括博客条目、论坛、专题文章、数字编辑的图片和幽默的媒体评论。它是由理查德·基恩卡（Richard Kyanka）於1999年创建的，主要是一个个人网站，但随着它的发展，它的贡献者数量和内容也在增长。该网站帮助延续了各种互联网现象，并被认为是对互联网文化的影响。2018年，Gizmodo将其列为「塑造我们所知互联网的100个网站」名单的第89位。
该网站参与了许多活动。其中包括与垃圾邮件预防预警系统的冲突，卡特里娜颶風救济基金陷入PayPal的繁文縟禮，基恩卡和电影导演烏維·鮑爾之间的表演拳击比赛，以及「瘦長人」的创作。

## 歷史
嚇人玩意是由理查德·基恩卡（Richard Kyanka）創建的，他得到了其他撰稿人和管理員的支持，並控制該網站直到2020年為止。
2021年11月9日，基恩卡自殺身亡。